# Охотный Ряд (станция метро)
«Охо́тный Ряд» — станция Сокольнической линии Московского метрополитена. Расположена между станциями «Лубянка» и «Библиотека имени Ленина». Находится на территории Тверского района Центрального административного округа Москвы. «Охотный Ряд» — ближайшая к Красной площади станция метро. Ранее носила названия «И́мени Кагано́вича» и «Проспе́кт Ма́ркса».

## История и происхождение названия
Станция была открыта 15 мая 1935 года в составе первого пускового участка Московского метрополитена из 13 станций — «Сокольники» — «Парк культуры» с ответвлением «Охотный Ряд» — «Смоленская».
До марта 1938 года от станции действовало вилочное движение (в соотношении 1:1) в направлении станций «Библиотека имени Ленина» и «Улица Коминтерна» (ныне «Александровский сад»). После отделения Арбатского радиуса в самостоятельную линию тоннель до «Александровского сада» (в то время эта станция называлась «Улица Коминтерна», 24 декабря 1946 года стала «Калининской») использовался для служебных целей. При строительстве торгового центра под Манежной площадью в середине 1990-х годов тоннель был наполовину засыпан (был разобран один путь, ранее служивший для движения от «Александровского сада», при этом второй путь сохранился).
Подземный переход на станцию «Театральная» был открыт 30 декабря 1944 года, ранее переход осуществлялся только через общий вестибюль.
29 ноября 1959 года был открыт выход со станции в один из первых подземных переходов в Москве (под Охотным Рядом).
7 ноября 1974 года открылся второй переходный коридор на станцию «Театральная», с этого момента каждый из коридоров работает на переход только в одну сторону.
Станция получила своё название по площади Охотного Ряда, в свою очередь названной по находившимся здесь в XVIII—XIX веках лавкам, где торговали добычей охотников — битой дичью и птицей. В XIX веке Охотный Ряд приобрел исключительно торговый характер: там расположились торговые лавки, склады, гостиницы, трактиры. В 1956 году площадь Охотного Ряда была преобразована в улицу Охотный Ряд.
25 ноября 1955 года станция была переименована в станцию «Имени Кагановича»: в связи с тем, что московский метрополитен, носивший доселе имя руководившего строительством метро советского политического деятеля Л. М. Кагановича, получил имя Ленина, имя Кагановича закрепили за одной из станций. В 1957 году бывший партийный лидер был снят с высших государственных постов, и осенью 1957 года станцию переименовали обратно в «Охотный Ряд». 30 ноября 1961 года станция вновь была переименована — в «Проспект Маркса» — по возникшему в этом же году проспекту Маркса, объединившему улицу Охотный Ряд с двумя другими центральными улицами и названному в честь основоположника коммунизма Карла Маркса. 5 ноября 1990 года, во время перестройки, станции во второй раз было возвращено исконное название, что соответствовало переименованиям «на поверхности»: проспект Маркса был ликвидирован, и вновь появилась улица Охотный Ряд.
«Охотный Ряд» — единственная в Москве станция, переименованная четыре раза.
«Охотный Ряд» первой из станций Московского метрополитена был снят в кино в фильме «Цирк» в 1936 году.

## Вестибюли и пересадки
Станция является пересадочной на станцию «Театральная» Замоскворецкой линии. Переход осуществляется по эскалаторам, расположенным в центре зала, а также через совмещённый вестибюль (восточный), имеющий выход на Театральную площадь. В тот же пересадочный узел входит и станция «Площадь Революции», однако она не связана напрямую с «Охотным Рядом», переход между ними осуществляется через «Театральную».

Схема Центрального пересадочного узла

Западный подземный вестибюль станции выводит на Манежную площадь и подземный переход под ней, в него также можно попасть и из торгового центра под Манежной площадью. Первоначально вестибюль имел выход, встроенный в гостиницу «Москва», который был снесен вместе со старым зданием в 2004 году.
Выполненный Дмитрием Чечулиным проект встроенного в здание восточного вестибюля и реконструкции дома над вестибюлем был выбран на конкурсной основе и премирован. В соответствии с проектом, наружную стену вестибюля со стороны Охотного Ряда украшали располагавшиеся в нишах гипсовые скульптуры спортсменов, но их сняли, так как они не гармонировали с ансамблем зданий, которые примыкают к вестибюлю. Впоследствии скульптуры были утрачены. Скульптуры были выполнены Арменаком Степаняном.

## Техническая характеристика
Конструкция станции — пилонная, трёхсводчатая. Несмотря на глубину заложения всего 16 метров, станция была построена закрытым способом (без вырывания котлована), поэтому относится к станциям глубокого заложения.
Сооружена по индивидуальному проекту горным способом с обделкой из монолитного бетона. При этом сначала возводились стены станции, затем на них возводились своды (так называемый «немецкий способ»). На момент постройки была самой большой в мире станцией глубокого заложения. По первоначальному проекту строительство центрального зала не планировалось, проект был изменён уже после начала строительства.

## Оформление

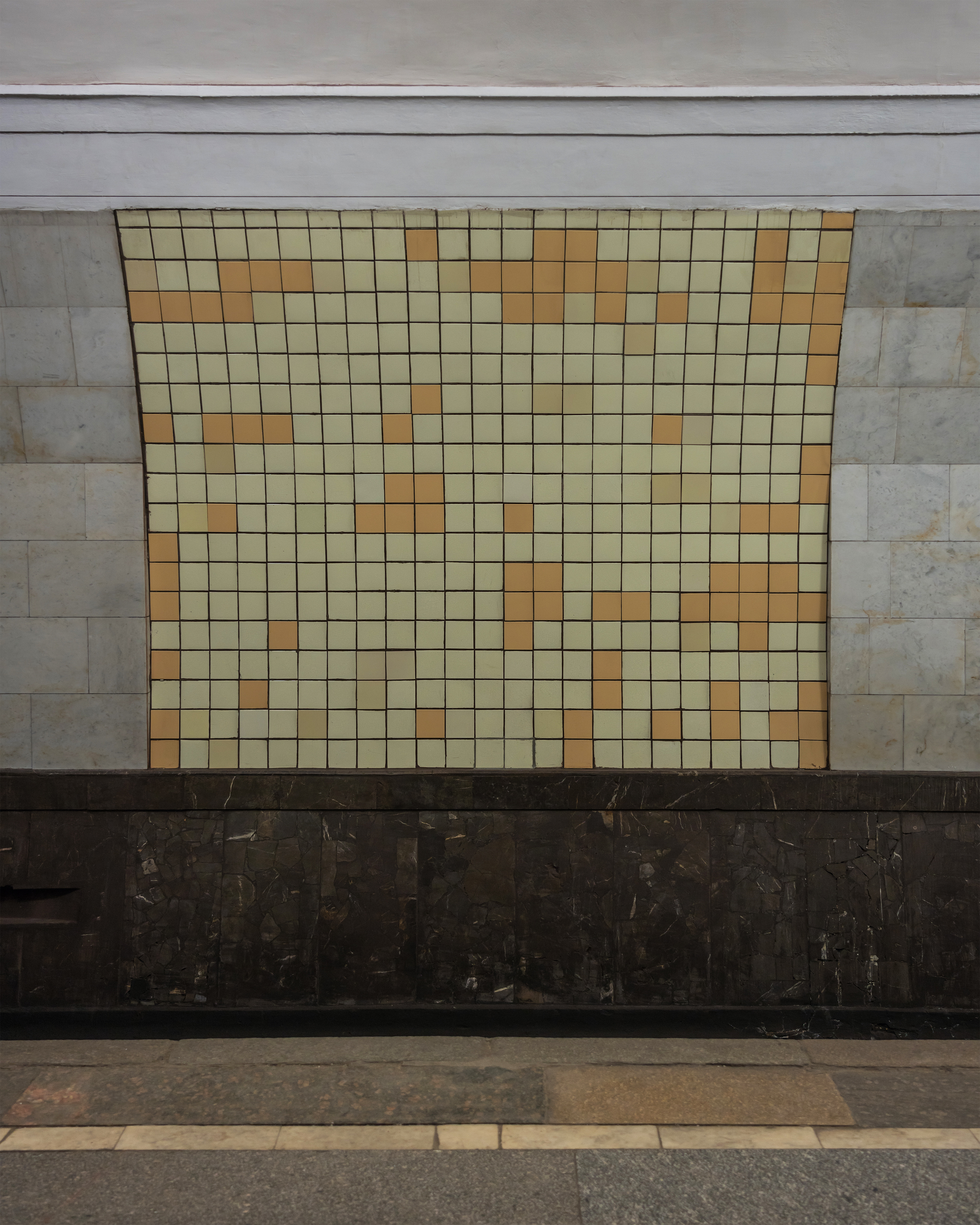
Сохранённый фрагмент старой облицовки

Массивные пилоны выполнены в виде сдвоенных многогранных колонн. Они облицованы белым и серым мрамором. В 2007—2008 годах проведена замена облицовки путевых стен с желтоватой керамической глазурованной плитки на светлый мрамор. (Элемент прежней отделки путевых стен оставлен со стороны пути, ведущего из центра в сторону «Бульвара Рокоссовского»). Название станции выполнено металлическими буквами на фоне из чёрного мрамора, пол выложен серым гранитом. Центральный зал и посадочные платформы освещаются шаровидными светильниками, укреплёнными на потолке. Ранее для освещения центрального зала использовались светильники в виде торшеров, наподобие светильников, установленных в центральном зале станции Новокузнецкая.
В восточном аванзале находится мозаичный портрет Карла Маркса (автор Евгений Рейхцаум, 1964 год).

## Станция в цифрах
- Код станции — 010.
- В марте 2002 года пассажиропоток составлял: по входу — 97 тысяч человек, по выходу — 95 тысяч человек.
- Время открытия станции для входа пассажиров в 5 часов 30 минут, время закрытия станции в 1 час ночи[8]. Во время репетиций, самого Парада Победы, проведения акции «Бессмертный полк», а также в первые часы наступившего Нового года выход со станции в город закрыт или осуществляется строго по спецпропускам Минобороны РФ, при выдвижении и сборе военной техники на Тверской улице на указанные мероприятия закрыт также вход на станцию.
- Таблица времени прохождения первого поезда через станцию[9]:

| По чётным числам                            | Будние дни | Выходные дни |
| По нечётным числам                          | Будние дни | Выходные дни |
| В сторону станции «Лубянка»                 | 05:58:00   | 05:58:00     |
| В сторону станции «Лубянка»                 | 05:58:00   | 05:58:00     |
| В сторону станции «Библиотека имени Ленина» | 05:40:00   | 05:40:00     |
| В сторону станции «Библиотека имени Ленина» | 05:40:00   | 05:40:00     |

## Наземный общественный транспорт
На этой станции можно пересесть на следующие маршруты городского пассажирского транспорта:
- Автобусы: м1, м2, м3, м6, м7, м9, м40, е10, е30, с344, 538, н1, н2, н6, н10, н11, н12, н14

## Галерея

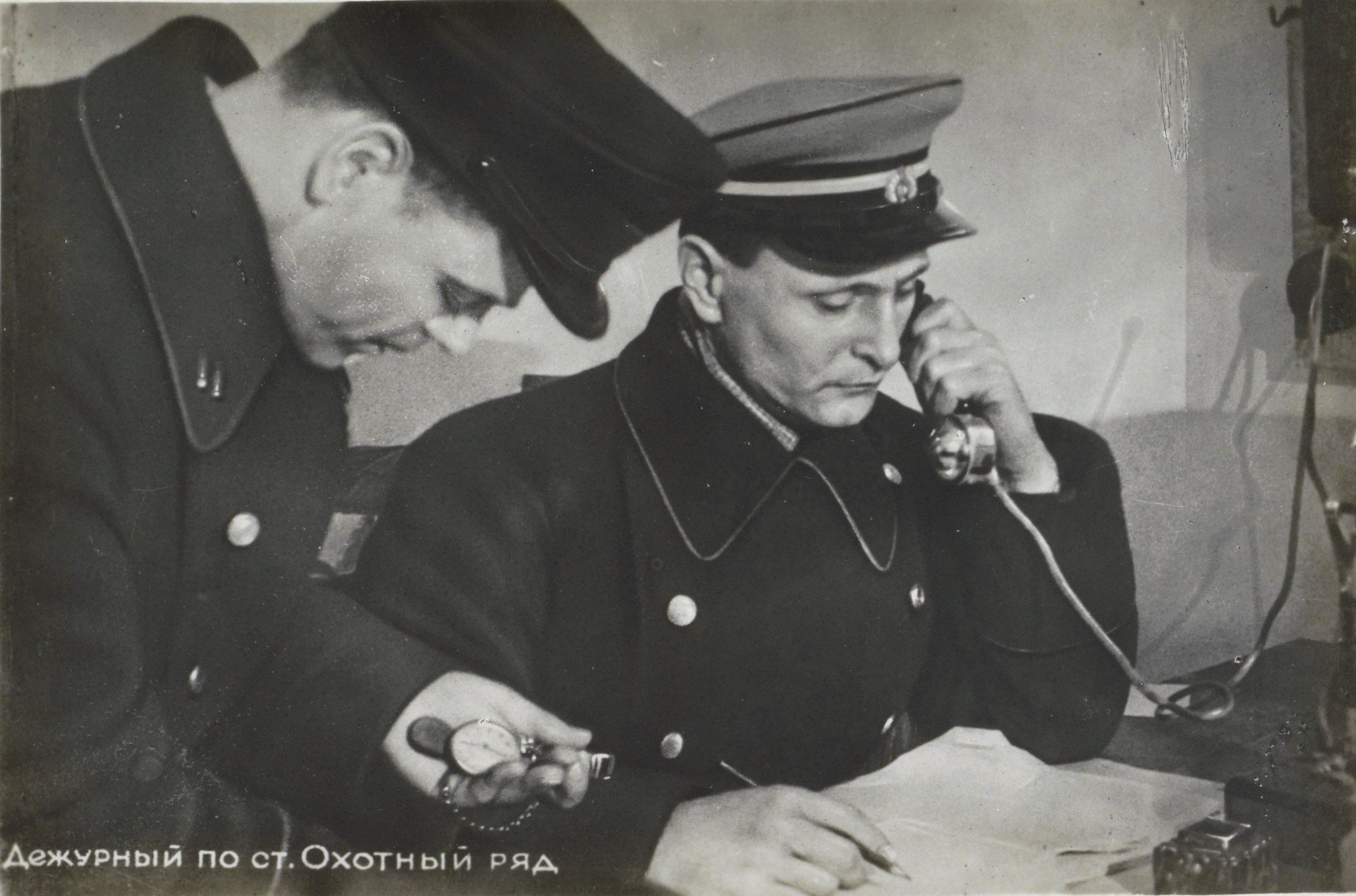
Дежурный по станции. 1930-е годы.
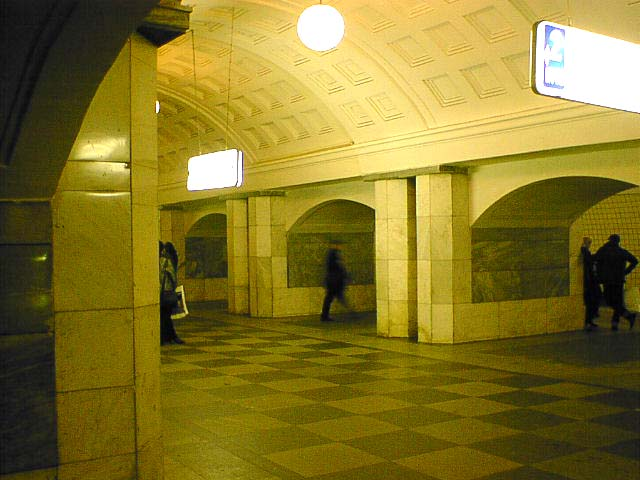
Центральный зал. 11 марта 2000 года.
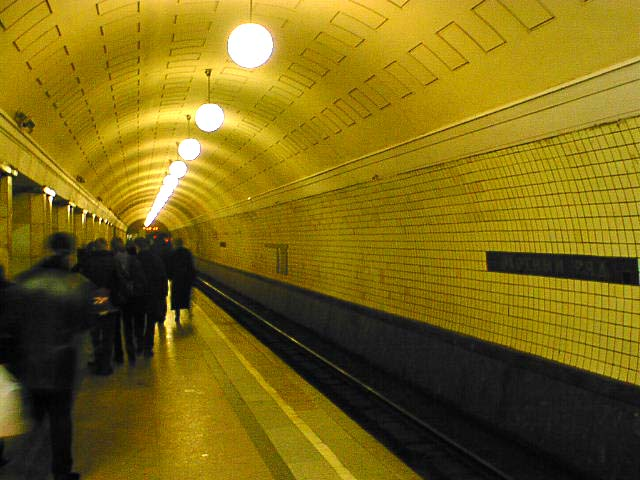
Посадочная платформа. 11 марта 2000 года.
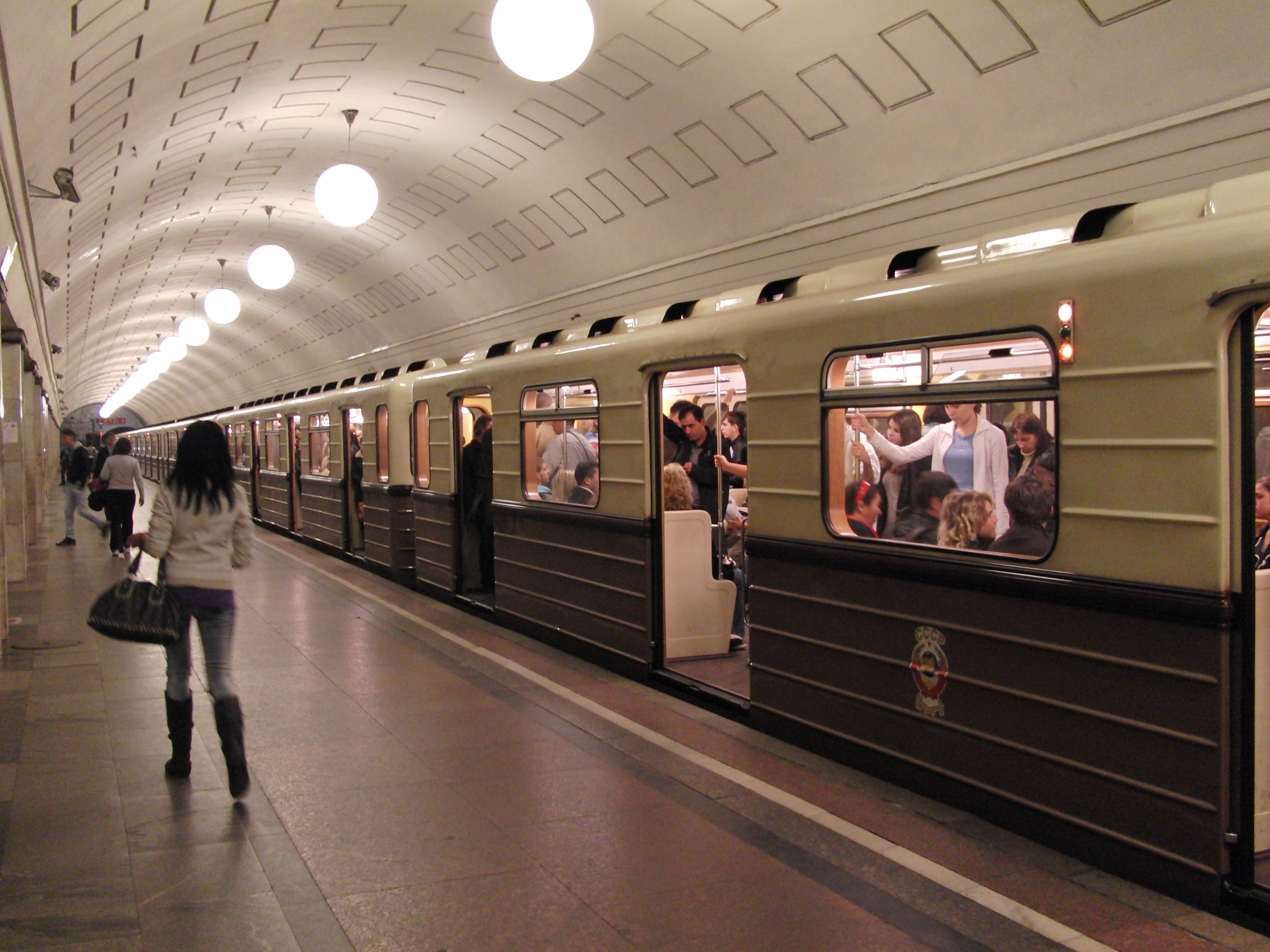
Посадочная платформа и ретро-поезд «Сокольники»
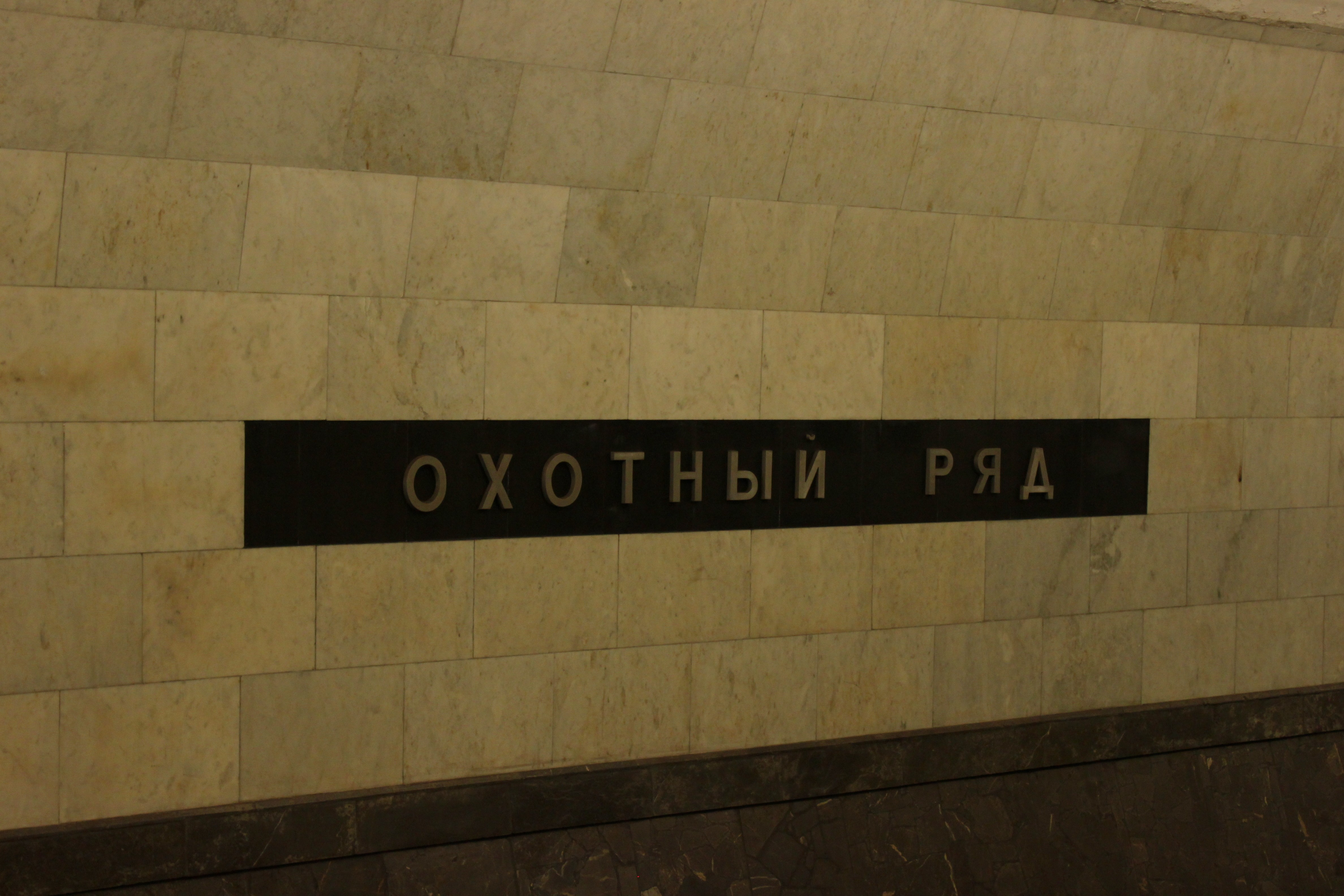
Надпись с названием станции на путевой стене. 19 сентября 2009 года.
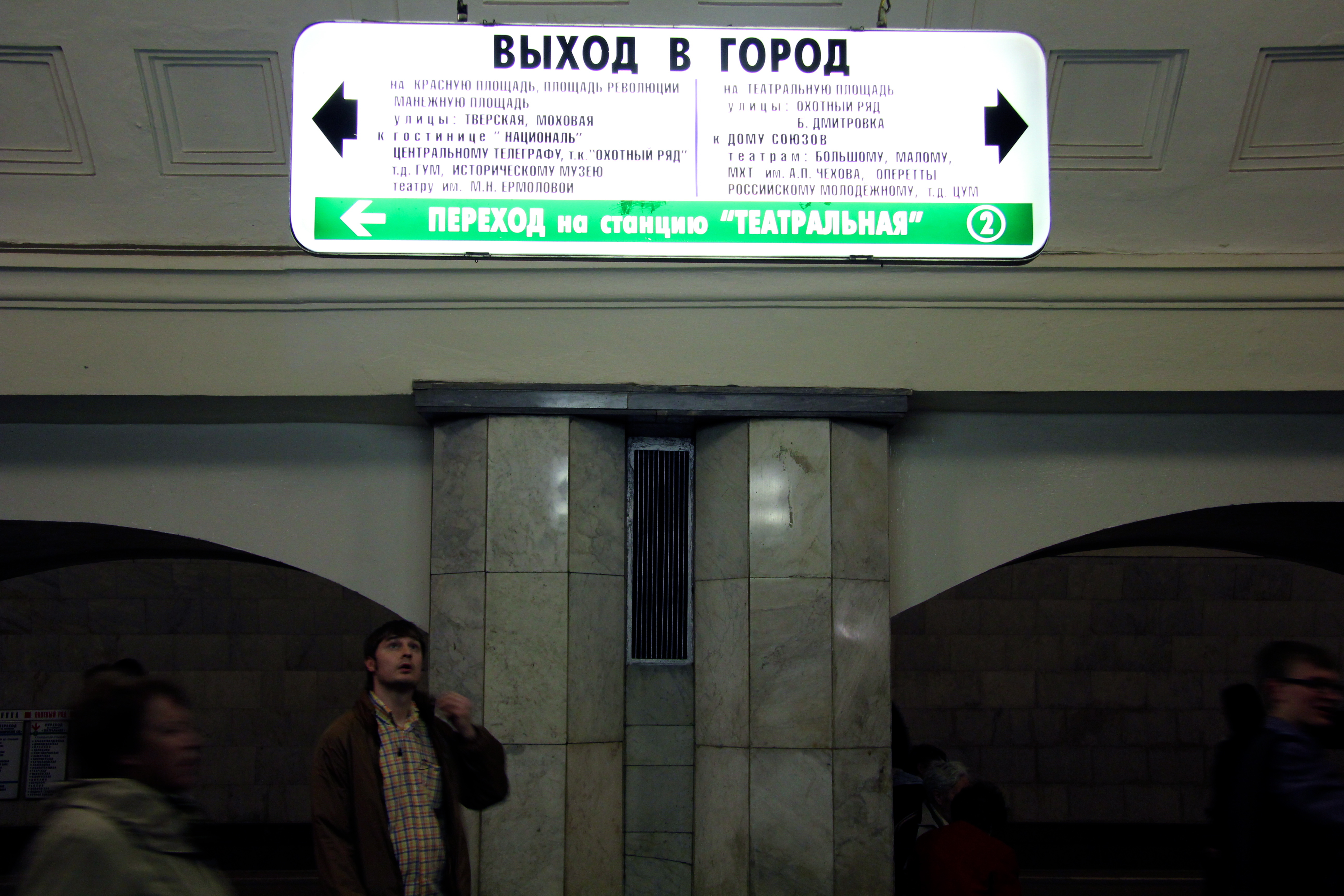
Табличка «Выход в город». 6 мая 2011 года.
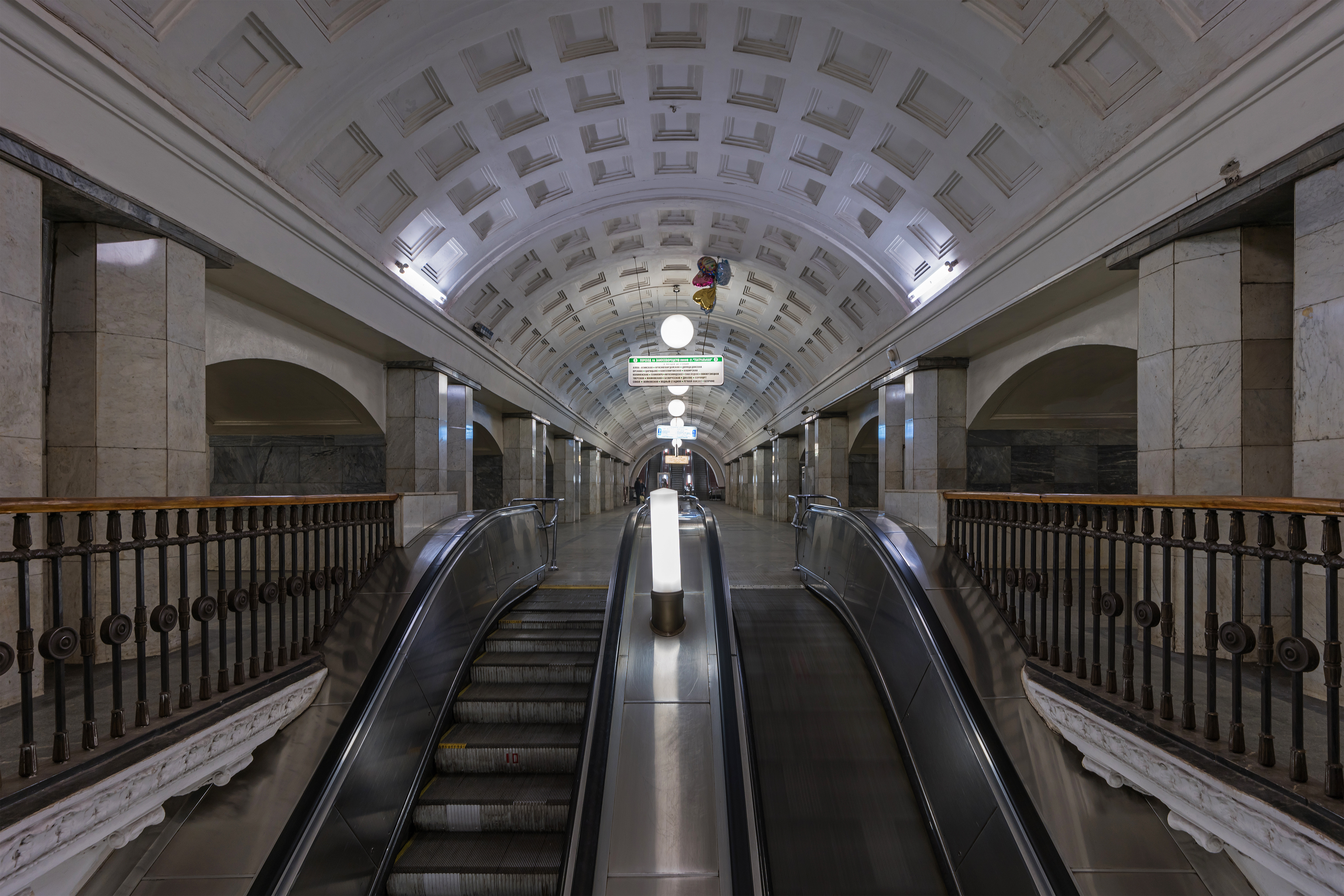
Переход в центре зала. 15 января 2018 года.